# Fissidentalium vicdani
Fissidentalium vicdani är en blötdjursart som beskrevs av Kosuge 1981. Fissidentalium vicdani ingår i släktet Fissidentalium och familjen Dentaliidae. Inga underarter finns listade i Catalogue of Life.